# Pentaglottis sempervirens
Pentaglottis sempervirens é uma espécie de planta com flor pertencente à família Boraginaceae. 
A autoridade científica da espécie é (L.) L.H.Bailey, tendo sido publicada em Manual of Cultivated Plants Ed. 2 1949.
O seu nome comum é olhos-de-gato.

## Portugal
Trata-se de uma espécie presente no território português, nomeadamente em Portugal Continental.
Em termos de naturalidade é nativa da região atrás indicada.

## Protecção
Não se encontra protegida por legislação portuguesa ou da Comunidade Europeia.